# Brusselse Gewestelijke Huisvestingsmaatschappij
De Brusselse Gewestelijke Huisvestingsmaatschappij (BGHM) (Frans: Société du Logement de la Région de Bruxelles-Capitale SLRB) is een instelling voor openbaar nut die verantwoordelijk is voor de bevordering van sociale huisvesting en instaat voor het toezicht en de financiering ervan. Zij ondersteunt en controleert de zestien openbare vastgoedmaatschappijen in het Brussels Hoofdstedelijk Gewest. 

## Reglementering
De BGHM komt voort uit de regionalisering van de Belgische staat. De instelling werd opgericht door het Koninklijk Besluit van 9 augustus 1985 aangaande de toepassing van de wet van 28 december 1984 in verband met de opheffing en herstructurering van sommige instellingen van openbaar nut.

## Bestuur en organisatie
| Periode     | Voorzit(s)ter       |
| ----------- | ------------------- |
| ? - 2004    | Marie-Paule Quix    |
| 2004 - 2010 | Stefan Cornelis     |
| 2010 - 2011 | Gert Van der Eecken |
| 2011 - 2014 | Thomas Ryckalts     |
| 2014 - 2020 | Brigitte De Pauw    |
| 2020 - 2023 | Bieke Comer         |
| 2023 - 2024 | Safouane Akremi     |

| Periode     | Algemene directie          |
| ----------- | -------------------------- |
| 2013 - 2024 | Yves Lemmens Dorien Robben |